# Dret de bagatge
Durant l'edat moderna, el dret de bagatge era un servei de transport que l'estat exigia en un moment determinat a qualsevol persona que posseís animals de càrrega, carros o estables per tal que transportés mercaderies o homes de l'exèrcit.

## Història
Tenia els seus orígens en les pràctiques de l'angària de l'estat romà, regulades pel dret públic. Però a la Catalunya medieval es transformà en les tragines, una forma més dels abusos que la noblesa feudal imposava envers els camperols subalterns.
Des dels inicis de l'edat moderna, de mica en mica la monarquia va anar reglamentant-lo per tal d'acabar amb les pràctiques abusives que en feia la noblesa, i així poder reservar-se'n l'exclusivitat. El 1702 el nou rei Felip V va establir que a partir de llavors la pagesia només havia de complir amb els bagatges dins dels límits del seu municipi i que a canvi l'exèrcit havia de pagar el servei prestat.